# مرتش
بلدية مَرْتُش أو مارتوس (بالإسبانية: Martos) هي بلدية تقع في مقاطعة جيان التابعة لإقليم أندلسية جنوب إسبانيا.

## الديموغرافيا
بلغ عدد سكان بلدية مرتش 24.739 نسمة عام 2011 (وفقاً للمعهد الوطني للإحصاء الإسباني).
| 22.307 | 22.637 | 22.688 | 23.804 | 24.141 | 24.655 | 24.739 |

## توأمة
لمرتش اتفاقيات توأمة مع كل من:
- بالر
- تشلاماري
- مورة (طليطلة)

## أعلام
- أنطونيو خيسوس كاباييرو راميريز
- أنطونيو ألفاريز ألونسو
- دييغو باريوس بيريز